# Nepheronia argia
Large Vagrant (Nepheronia argia) là một loài bướm ngày thuộc họ Pieridae. It is found throughout Africa.
Sải cánh dài 50–65 mm đối với con đực và 48–70 mm đối với con cái. Con trưởng thành bay quanh năm in warmer areas with peaks vào cuối hè và autumn.
Ấu trùng ăn Hippocratea longipetolata, Cassipurea ruwenzorensis, và Ritchiea spp.

## Phụ loài
- N. a. argia (Fabricius, 1775)
- N. a. argolisia (Stoneham, 1957)
- N. a. mhondana (Suffert, 1904)
- N. a. varia (Trimen, 1864)
- N. a. variegata Henning, 1994[1]